# Миндерлитген
Миндерлитген (нем. Minderlittgen) — община в Германии, в земле Рейнланд-Пфальц. 
Входит в состав района Бернкастель-Витлих. Подчиняется управлению Виттлих-Ланд.  Население составляет 649 человек (на 31 декабря 2010 года). Занимает площадь 8,19 км².